# Edison Theatre
L'Edison Theatre était un théâtre de Broadway situé dans l'Hotel Edison au 240 Ouest 47e Rue à Midtown Manhattan, à New York.
Ouvert en 1931 comme salle de bal de l'hôtel, il devient l'Arena Theatre le 31 mai 1950, avec une reprise de The Show Off de George Kelly. L'année suivante, il redevient la salle de bal de l'hôtel et le reste jusqu'au début des années 1970, date à laquelle il est reconverti en théâtre. Sa production la plus remarquable fut Oh! Calcutta! qui débuta le 24 septembre 1976 et dura 13 ans avec un total de 5 959 représentations. Parmi les autres spectacles présentés, on peut citer Don't Bother Me, I Can't Cope, Me and Bessie, Sizwe Banzi est mort, The Island et Love Letters.
Le théâtre ferme le 24 février 1991. Sa production finale est These Were the Days, une revue musicale. En 1991, Maria DiDia, directrice générale du théâtre Edison, restitue la propriété aux propriétaires de l'hôtel Edison. Les sièges du théâtre sont retirés et les lieux sont restaurés dans la configuration originale de salle de bal art déco.